# Rabidosa carrana
Rabidosa carrana là một loài nhện trong họ Lycosidae.
Loài này thuộc chi Rabidosa. Rabidosa carrana được Elizabeth Bangs Bryant miêu tả năm 1934.